# Neanias ogasawarensis
Neanias ogasawarensis är en insektsart som beskrevs av Joyce Winifred Vickery och D.K.M. Kevan 1999. Neanias ogasawarensis ingår i släktet Neanias och familjen Gryllacrididae. Inga underarter finns listade i Catalogue of Life.